# Andrzej Stasiuk
Andrzej Stasiuk (n. 25 septembrie 1960, Varșovia, Polonia) este un prozator, poet, eseist și critic literar polonez.
În perioada studiilor a fost exclus de la liceu, apoi de la colegiu, a încercat mai multe profesii, s-a angajat în mișcarea pacifistă, a dezertat din armată, fapt pentru care a petrecut un an și jumătate după gratii. Anume acolo i-a venit ideea prozelor de pușcărie, care i-au asigurat debutul literar și faima națională, prin originalitate.
A publicat volume de nuvele - Zidurile Hebronului (1992, 1996, 1999, 2000), Povestiri galițiene (1995, 1998), Dukla (1997)-, romane - Corbul alb (1995, 1996), Noua (1999)-, proză autobiografică - Cum am devenit scriitor. Încercare de autobiografie intelectuală (1998), piese de teatru - Două piese (pentru televiziune) despre moarte (1998) ș.a. 
I s-au acordat o serie de premii importante, printre care cel al Fundației Culturale Poloneze (1994) și premiul Kościelski (1995); a fost de două ori nominalizat pentru Premiul Nike.
În 1987 a părăsit capitala pentru un mic sat din Munții Beskizi Inferiori, Wolowiec, unde locuiește și în prezent.
În ultimul timp publică la editurile underground. 

## Opera
- Europa mea. Două eseuri despre așa-numita Europă Centrală/ Iuri Andruhovici, Andrzej Stasiuk, traducere Constantin Geambașu - editura Polirom 2003 - ISBN 973-681-356-8
- Cum am devenit scriitor. Încercare de autobiografie intelectuală - Editura Paralela 45, ISBN 973-593-922-3